# Все още те обичам
„Все още те обичам“ (на испански: Te sigo amando) е мексиканска теленовела, режисирана от Мигел Корсега и Моника Мигел, и продуцирана от Карла Естрада за Телевиса през 1996 – 1997 г. Адаптация е на теленовелата Върховно изпитание от 1986 г., базирана на радионовелата Жената, която не обикнах, създадена от Делия Фиайо.
В главните роли са Клаудия Рамирес и Луис Хосе Сантандер, а в отрицателните – Серхио Гойри, Мария Рохо и Оливия Колинс. Специално участие вземат първите актриси Кармен Монтехо, Кати Хурадо и Магда Гусман.

## Сюжет
Мексиканската провинция е мястото на страстния любовен триъгълник, който се развива в тази история. Юлиса Торес-Кинтеро попада в капана, който ѝ устройва богатия земевладелец, вманиачен по нея, Игнасио Агире, собственик на имението „Аройо Негро“. Игнасио иска да притежава Юлиса. От друга страна, е любовта на Луис Анхел Салдивар, известен лекар в околността, към Юлиса. Хулиса е млада и красива девойка, произхождаща от добро семейство, която живее с брат си Алберто и баба си Паула. Семейството на Юлиса има големи дългове, единственият изход, който намират, е да ипотекират имотите си. За да измъкне семейството си от икономическите затруднения, Юлиса е принудена да приеме предложението за годеж, отправено ѝ от Игнасио.

## Актьори
Част от актьорския състав:
- Клаудия Рамирес – Юлиса Торес-Кинтеро
- Луис Хосе Сантандер – Луис Анхел Салдивар
- Серхио Гойри – Игнасио Агире
- Оливия Колинс – Летиися Агире
- Кати Хурадо – Хустина
- Кармен Монтехо – Доня Паула Гарса вдовица де Торес-Кинтеро
- Хуан Мануел Бернал – Алберто Торес-Кинтеро
- Мария Рохо – Фелипа
- Магда Гусман – Офелия де Агире
- Гилермо Мурай – Артуро Агире
- Рене Муньос – Отец Мурийо
- Моника Прадо – Естела Салдивар
- Хари Гейтнер – Ленчо
- Освалдо Бенавидес – Ласарито
- Фабиан Роблес – Оскар
- Едуардо Линян – Хулио
- Артуро Лорка – Чучо
- Ядира Карийо – Тереса
- Марга Лопес – Монсерат
- Тео Тапия – Д-р Савала
- Консуело Дувал – Наталия
- Серхио Моранте – Хуан
- Хавиер Руис – Томас
- Фелисия Меркадо – Кармен
- Раул Маганя – Давид
- Андрес Гутиерес – Данило

## Премиера
Премиерата на Все още те обичам е на 18 ноември 1996 г. по Canal de las Estrellas. Последният 115. епизод е излъчен на 25 април 1997 г.

## Награди и номинации
Награди TVyNovelas 1998
| Категория                          | Номинация                  | Резултат   |
| ---------------------------------- | -------------------------- | ---------- |
| Най-добра теленовела               | Карал Естрада              | Номинирана |
| Най-добра актриса в главна роля    | Клаудия Рамирес            | Номинирана |
| Най-добър актьор в главан роля     | Серхио Гойри               | Печели     |
| Най-добра първа актриса            | Кармен Монтехо             | Номинирана |
| Най-добра първа актриса            | Кати Хурадо                | Номинирана |
| Най-добър актьор в поддържаща роля | Хуан Мануел Бернал         | Номиниран  |
| Най-добър млад актьор              | Освалдо Бенавидес          | Печели     |
| Най-добра история или адаптация    | Рене Муньос                | Номиниран  |
| Най-добър режисьор                 | Мигел Корсега Моника Мигел | Печелят    |

Награди El Heraldo de México 1998
| Категория            | Номинация     | Резултат   |
| -------------------- | ------------- | ---------- |
| Най-добра теленовела | Карла Естрада | Номинирана |

Награди ACE (Ню Йорк) 1998
| Категория                               | Номинация                  | Резултат |
| --------------------------------------- | -------------------------- | -------- |
| Най-добра теленовела                    | Карла Естрада              | Печели   |
| Най-добър актьор                        | Серхио Гойри               | Печели   |
| Най-добър актьор във второстепенна роля | Хари Гейтнер               | Печели   |
| Най-добър режисьор                      | Моника Мигел Мигел Корсега | Печелят  |

## Версии
- Върху радионовелата Жената, която не обикнах от Делия Фиайо се базират и следните адаптации:
  - Върховно изпитание, режисирана от Беатрис Шеридан и продуцирана от Валентин Пимщейн за Телевиса през 1986 г., с участието на Едит Гонсалес и Артуро Пениче, Урсула Пратс и Хосе Алонсо.
  - Лишена от любов, режисирана от Салвадор Гарсини и Алехандро Гамбоа и продуцирана от Хосе Алберто Кастро за Телевиса през 2011 г., с участието на Ана Бренда Контрерас, Хорхе Салинас и Хосе Рон.
  - Изгрев, режисирана от Ерик Моралес, Бони Картас и Карлос Алкасар и продуцирана от Хуан Осорио за ТелевисаУнивисион през 2025 г., участието на Ливия Брито, Фернандо Колунга и Даниел Елбитар.